# Орловский, Борис Иванович
Бори́с Ива́нович Орло́вский (фамилия при рождении — Смирнов; 1791, село Столбецкое, Малоархангельский уезд, Орловское наместничество — 16 [28] декабря 1837, Санкт-Петербург) — русский скульптор-монументалист, представитель классицистической школы; ученик и последователь Бертеля Торвальдсена, наставник Николая Рамазанова. Создатель памятников Кутузову и Барклаю-де-Толли в Петербурге, один из авторов скульптурных декораций Александровской колонны и Московских ворот. Академик (с 1831) и профессор (с 1836) Императорской Академии художеств.

## Биография

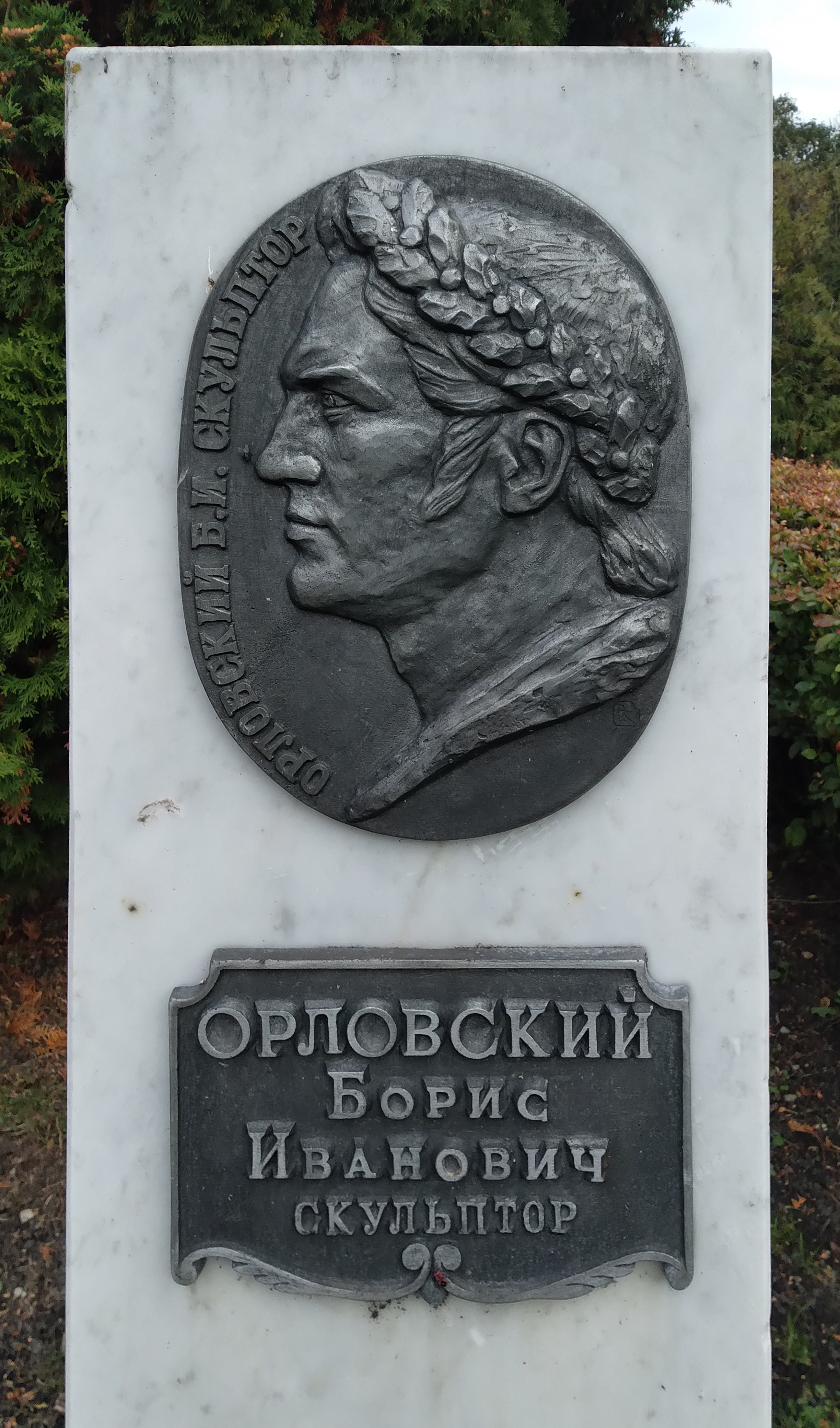
Барельеф в честь Бориса Ивановича Орловского, в усадьбе Шатиловых, село Моховое, (Новодеревеньковский район). Орловская область.

Борис Смирнов родился крепостным помещицы Мацневой, которая в 1798 году продала семью Смирновых тульскому помещику Н. В. Шатилову (отец И. Н. Шатилова), проживавшему в своём имении в селе Моховое Новосильского уезда. В 1822 году при личном участии императора Александра I Шатилов отпустил Бориса на волю. В вышедшей в 1947 году в издательстве «Искусство» первой научной биографии Б. И. Орловского, советский историк Александр Ромм датой рождения скульптора указал 1793 год. В других изданиях назван 1792 год, а в БСЭ (издание 1974 г.) — 1796 год (поскольку в метрической записи о смерти —   ЦГИА СПб. Ф. 19. Оп. 111. Д. 286-5. Л. 125. — было указан его возраст: 41 год. Вероятно у авторов книг и статей о Борисе Орловском не было ссылок на первоисточник. В «Ревизских сказках» по Малоархангельскому уезду Орловской губернии «села Большого Столбецкого, помещицы вдовы, майорши Натальи, Михайловой дочери, Мацневой, о состоящих мужеска пола дворовых людях и крестьянах» за 1811 год (6 ревизия) записаны «лета» (годы) по последней 5-й ревизии (за 1795 год), в которой записан дворовый человек Иван Борисович Смирнов (31 год) и его сын Борис (4 года). Указана также дата продажи семьи Смирновых помещику Шатилову — 1798 год. Благодаря сохранившемуся первоисточнику можно с уверенностью утверждать, что родился он в 1791 году. И своё прозвище, впоследствии ставшее его новой фамилией, будущий скульптор получил так как был привезён из Орловской губернии.
Юные годы Орловский провёл, в качестве работника, в мастерской С. Кампиони, а затем у П. Трискорни, в Санкт-Петербурге, отлично усвоив себе приёмы рубки мрамора и усердно упражняясь, в часы свободные от хозяйских работ, в рисовании и лепке из глины. В 1822 году вылепленный им бюст императора Александра I был, при посредстве скульптора И. П. Мартоса и президента академии художеств А. Оленина, преподнесён императрице, и Орловский был принят в ученики Академии художеств. Вскоре после того последовал приказ отправить его в Рим, в ученики к Б. Торвальдсену.
С 1823 года Орловский в течение шести лет трудился под руководством знаменитого датского ваятеля и исполнил в это время, кроме других, менее важных работ, колоссальный бюст императора Александра I по модели Торвальдсена, группу «Фавн и Вакханка», статуи Фавна со свирелью в руках и Париса.
Вернувшись в Санкт-Петербург в 1829 году, Орловский через два года, в знак признания своих римских работ, был назван академиком и назначен исправляющим должность профессора в скульптурном классе академии, а в 1836 году утверждён в этом звании. Состоял членом совета Академии художеств. Под его началом познавали азы мастерства барон Пётр Клодт и Николай Рамазанов.
Награждён орденом Св. Анны 3-й степени.
В 1837 году, 19 февраля, женился на дочери московского купца Евфимии Семёновне Самуйловой. Осенью того же года заболел пневмонией и 16 (28) декабря 1837 года года скончался. Был похоронен на Смоленском православном кладбище; в 1936 году захоронение было перенесено в Александро-Невскую лавру на Тихвинское кладбище — Некрополь мастеров искусств. Портрета великого ваятеля не сохранилось. Есть только рисунок живописца М. Т. Маркова, который изобразил Орловского в римской мастерской Торвальдсена (в фондах Русского музея, ранее принадлежал врачу Сергею Боткину-младшему).
Пушкин, посетив однажды Орловского в мастерской, посвятил ему стихи (1836):
Художнику
Грустен и весел вхожу, ваятель, в твою мастерскую:
Гипсу ты мысли даешь, мрамор послушен тебе:
Сколько богов, и богинь, и героев!.. Вот Зевс громовержец,
Вот исподлобья глядит, дуя в цевницу, сатир.
Здесь зачинатель Барклай, а здесь совершитель Кутузов.
Тут Аполлон — идеал, там Ниобея — печаль…
Весело мне. Но меж тем в толпе молчаливых кумиров -
Грустен гуляю: со мной доброго Дельвига нет:
В темной могиле почил художников друг и советник.
Как бы он обнял тебя! Как бы гордился тобой!

## Творчество
Главные произведения, созданные им в Санкт-Петербурге — статуя ангела, украшающая собой вершину Александровской колонны на Дворцовой площади, один из барельефов этого памятника, монументы Барклаю-де-Толли и Кутузову у Казанского собора (открыты в 1837 году) и семь фигур гениев, вылепленных для триумфальных ворот за Московской заставой.

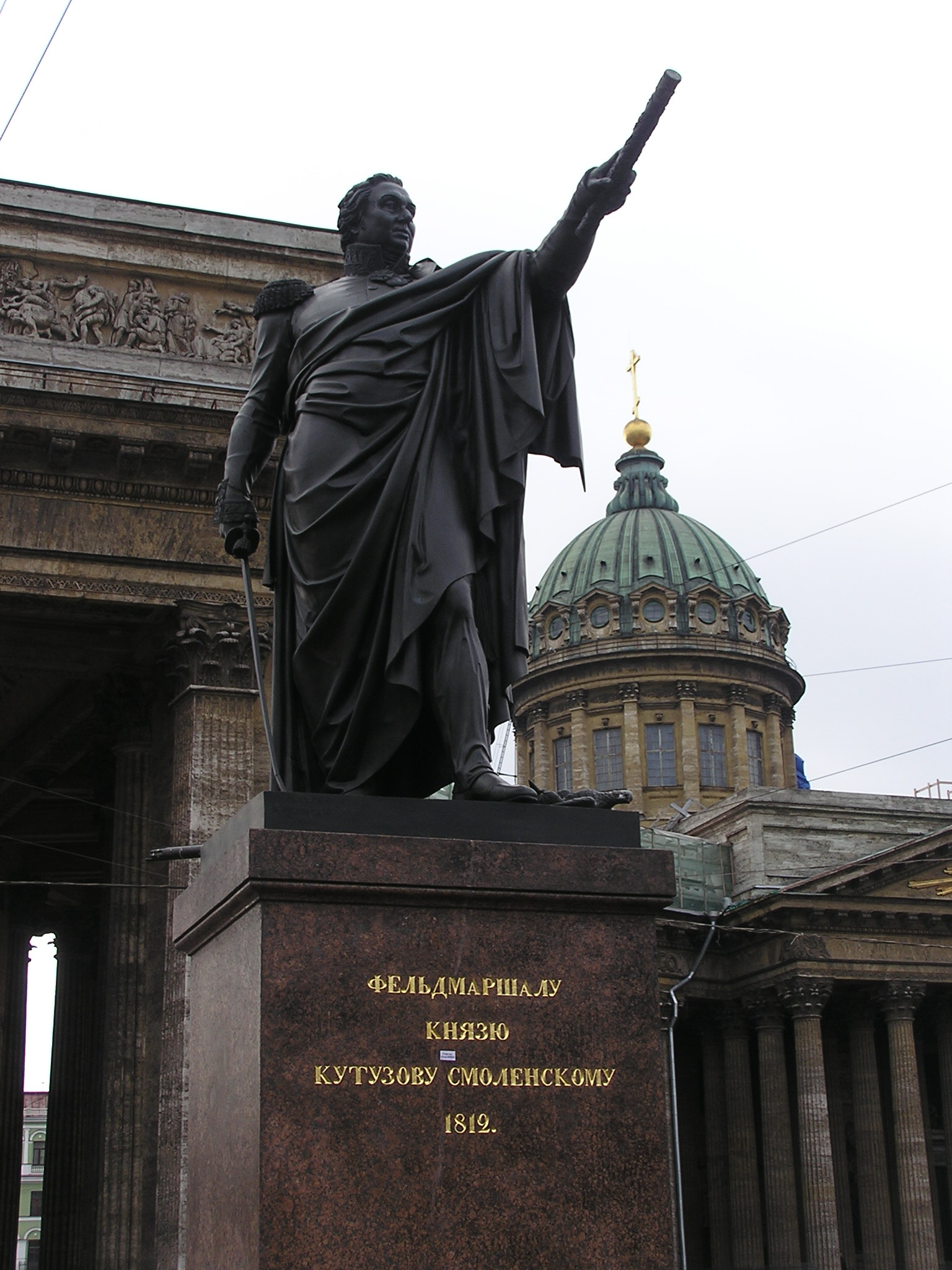
Памятник Кутузову
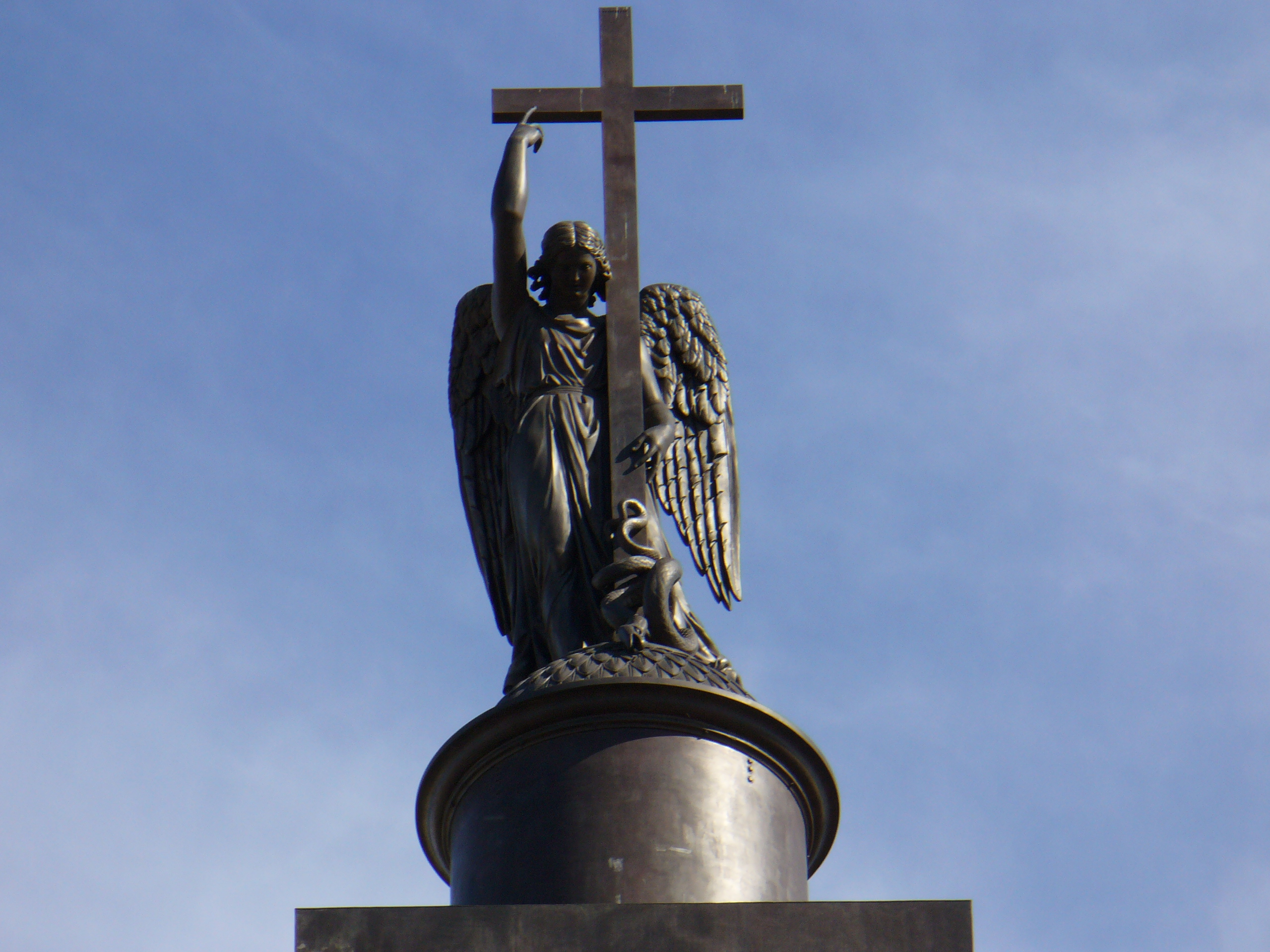
Ангел на Александровской колонне
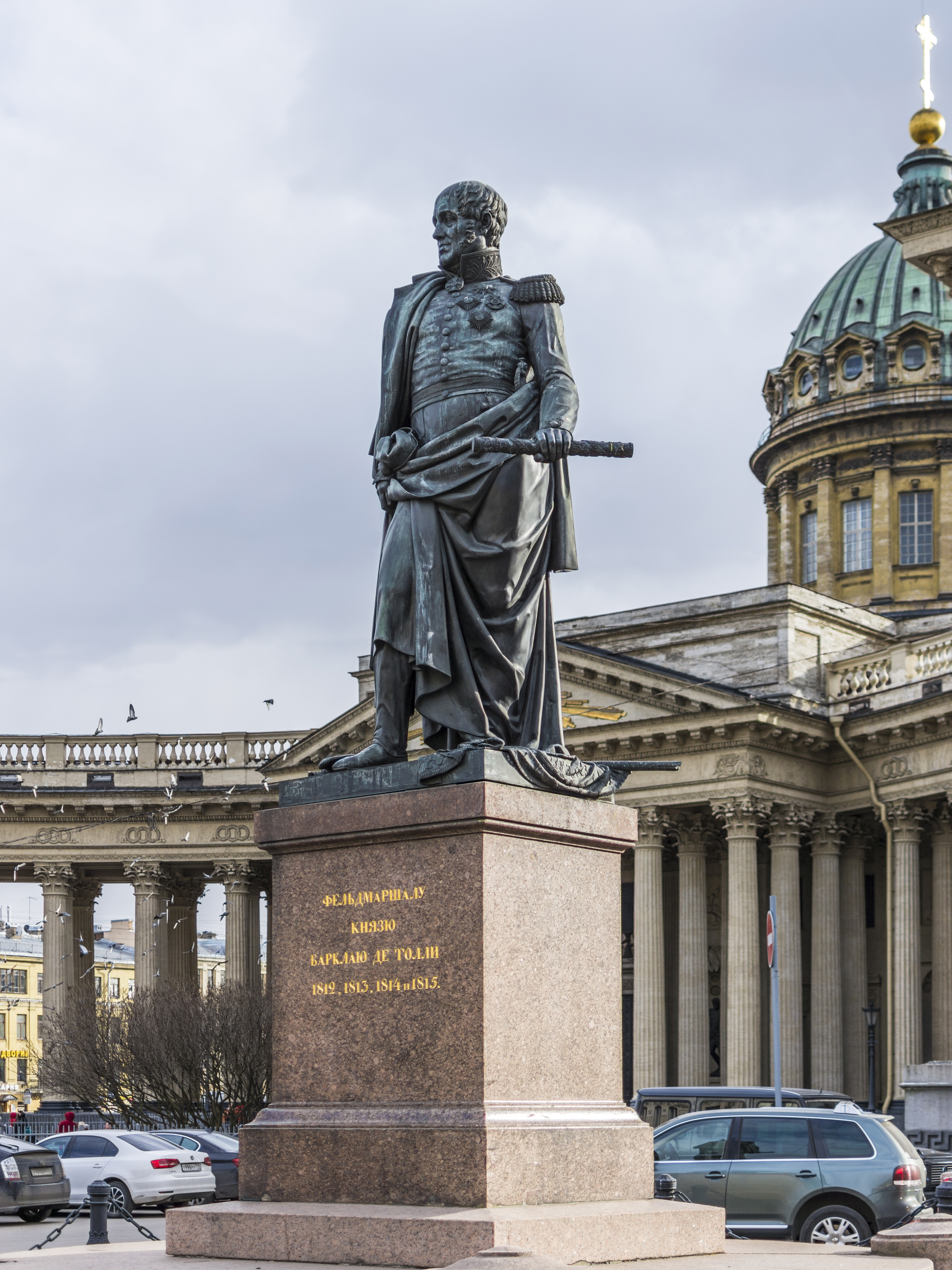
Памятник Барклаю-де-Толли
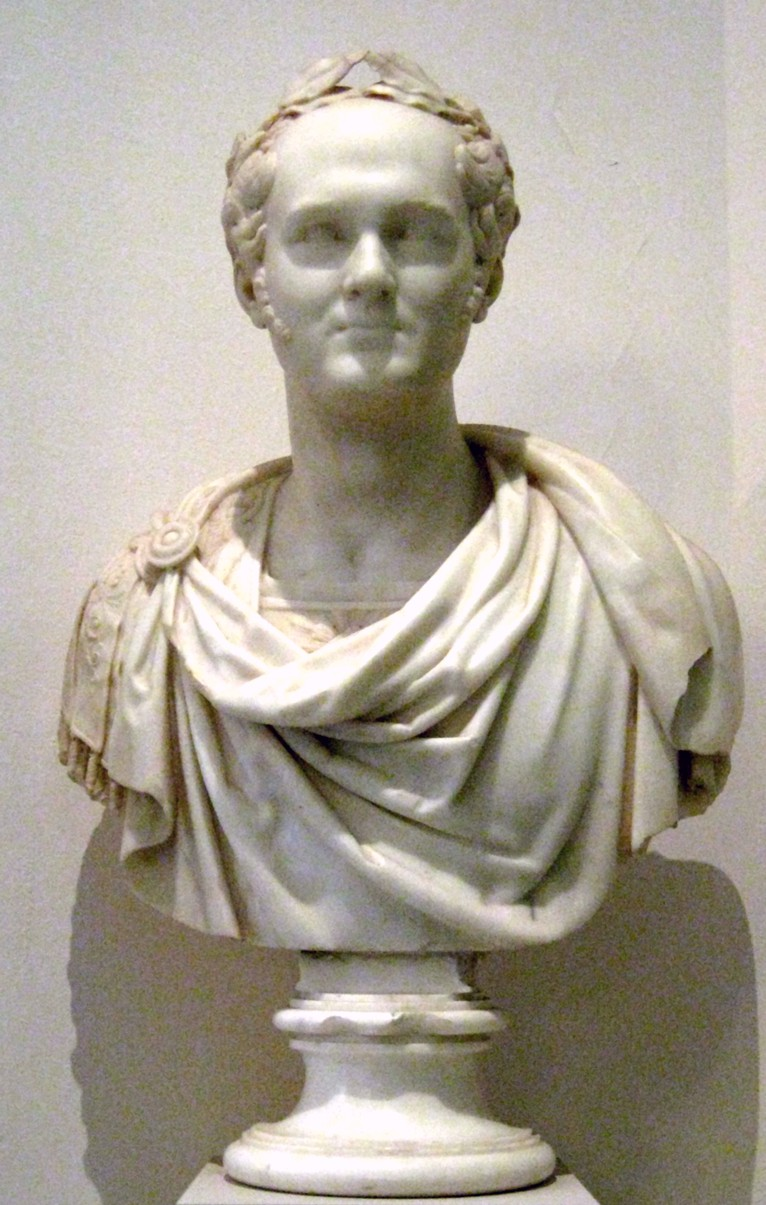
Бюст Александра I